# سهیل بن برکه
سهیل بن برکه (انگلیسی: Souheil Ben-Barka؛ زادهٔ ۲۵ دسامبر ۱۹۴۲) کارگردان فیلم، فیلم‌نامه‌نویس، تهیه‌کننده فیلم اهل مالی است. او در پانزدهمین جشنواره بین‌المللی فیلم مسکو به عنوان داور حضور داشت.
از فیلم‌هایی که وی در آن‌ها نقش داشته است، می‌توان به نبرد سه پادشاه اشاره نمود.